# جيمس إف. رينولدز
جيمس إف. رينولدز (بالإنجليزية: James F. Reynolds)‏ هو شخصية أعمال أمريكي، ولد في 13 يناير 1919، وتوفي في 25 أغسطس 2003.